# استان پراچینبوری

نقشهٔ تایلند و جایگاه استان پراچینبوری.

استان پراچینبوری  یا پراچین بوری یکی از استانهای کشور تایلند است. مساحت آن ۴۷۶۲ کیلومترمربع می‌باشد. جمعیت این استان در سال ۲۰۰۰ بالغ بر ۴۰۶۰۰۰ نفر برآورد شده است.
استان پراچینبوری از نظر تقسیمات کشوری بخشی از ناحیه شرق تایلند به حساب می‌آید. مرکز این استان شهر پراچینبوری است.